# Esposizioni universali di Parigi

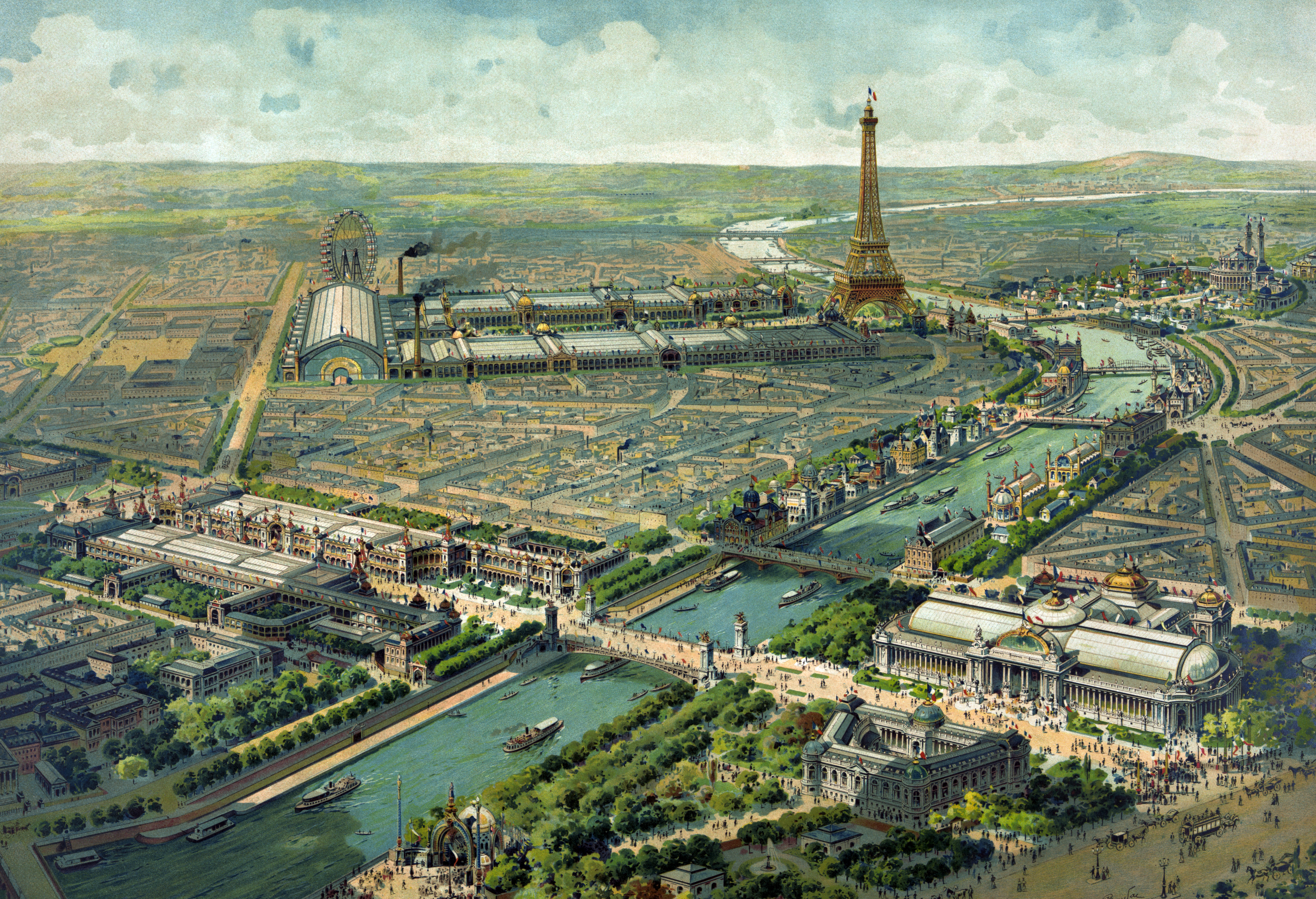
Exposition universelle di Parigi del 1900.

Questa voce tratta delle Esposizioni universali che si sono tenute a Parigi e che hanno in parte modellato la capitale francese che conosciamo nel XX secolo.

## Esposizione nazionale del 1844

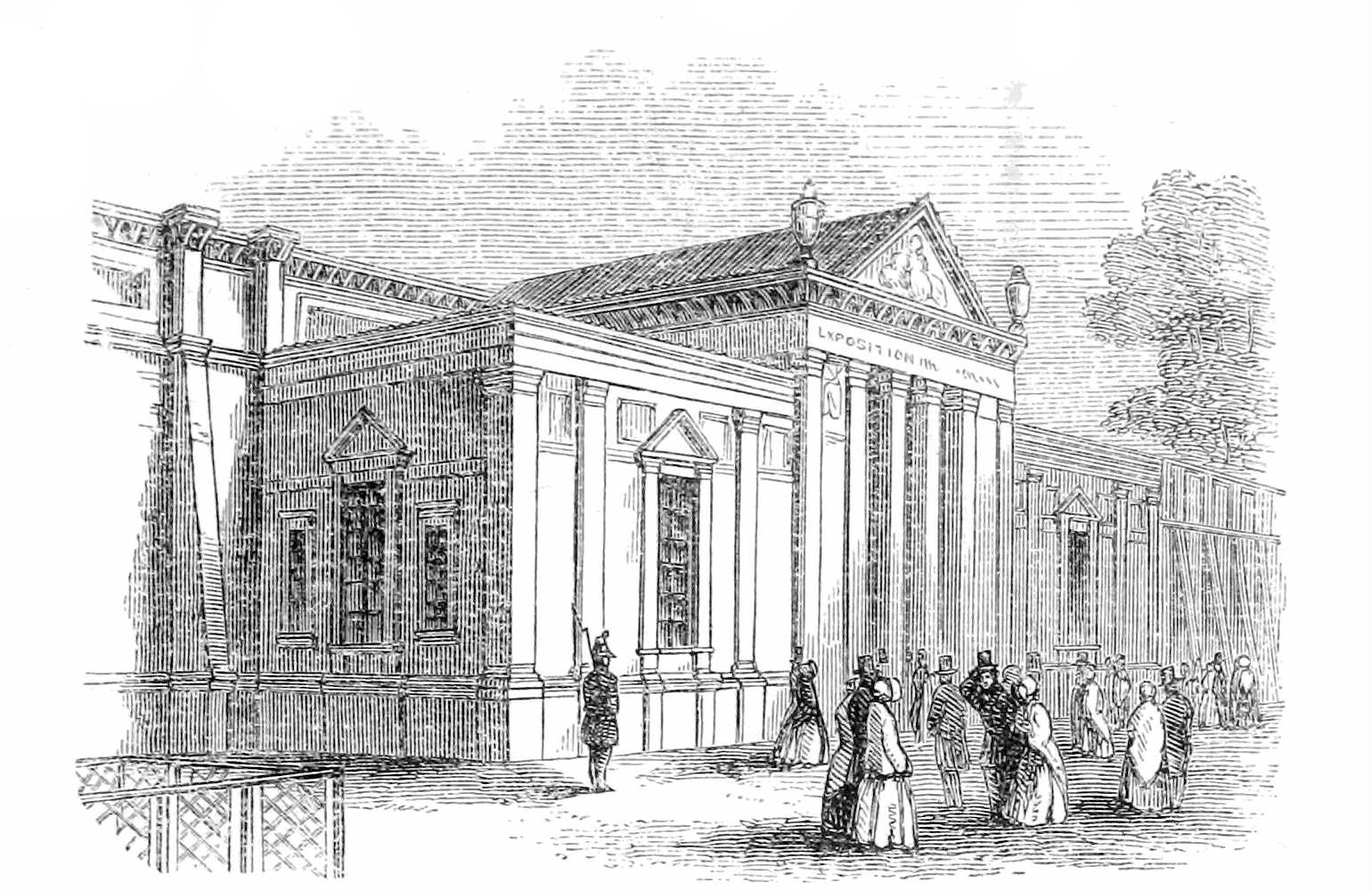
L'Esposizione del 1849

Si trattò di una esposizione nazionale che si tenne nel 1844 in una struttura temporanea installata sugli Champs-Élysées a Parigi. Fu una di una serie di undici esposizioni che si tennero a partire dal 1798 e che incoraggiarono lo sviluppo agricolo e tecnico della Francia. Il successo della prima esposizione a Parigi alla fine del 1844 diede luogo ad una serie di eventi in tutta Europa come l'Esposizione universale del 1851 a Londra, che riunì artigiani e produttori di tutto il mondo. 
Le successive esposizioni europee si tennero a Berna e a Madrid nel 1845, a Bruxelles e a Bordeaux nel 1847 a San Pietroburgo nel 1849 e a Lisbona nel 1849
dei prodotti dell'industria (di Parigi) si tenne, per decreto imperiale dell'8 marzo 1853, sugli Champs-Élysées dal 15 maggio al 31 ottobre 1855.

## Esposizione universale del 1867
La seconda esposizione universale si tenne dal 1º aprile sullo Champ-de-Mars con la presenza di 41 paesi.
Parigi era messa a nuovo, dopo il termine di grandi opere pubbliche. L'esposizione universale marcò l'apogeo del Secondo Impero e il trionfo del liberalismo sansimonista.
L'edificio principale era un grande ovale al centro di un giardino, le cui gallerie concentriche raggruppavano i temi e i paesi in settori radiali.

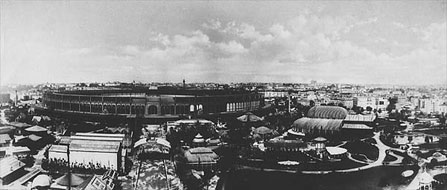
Champ-de-Mars, foto di Frédéric Martens

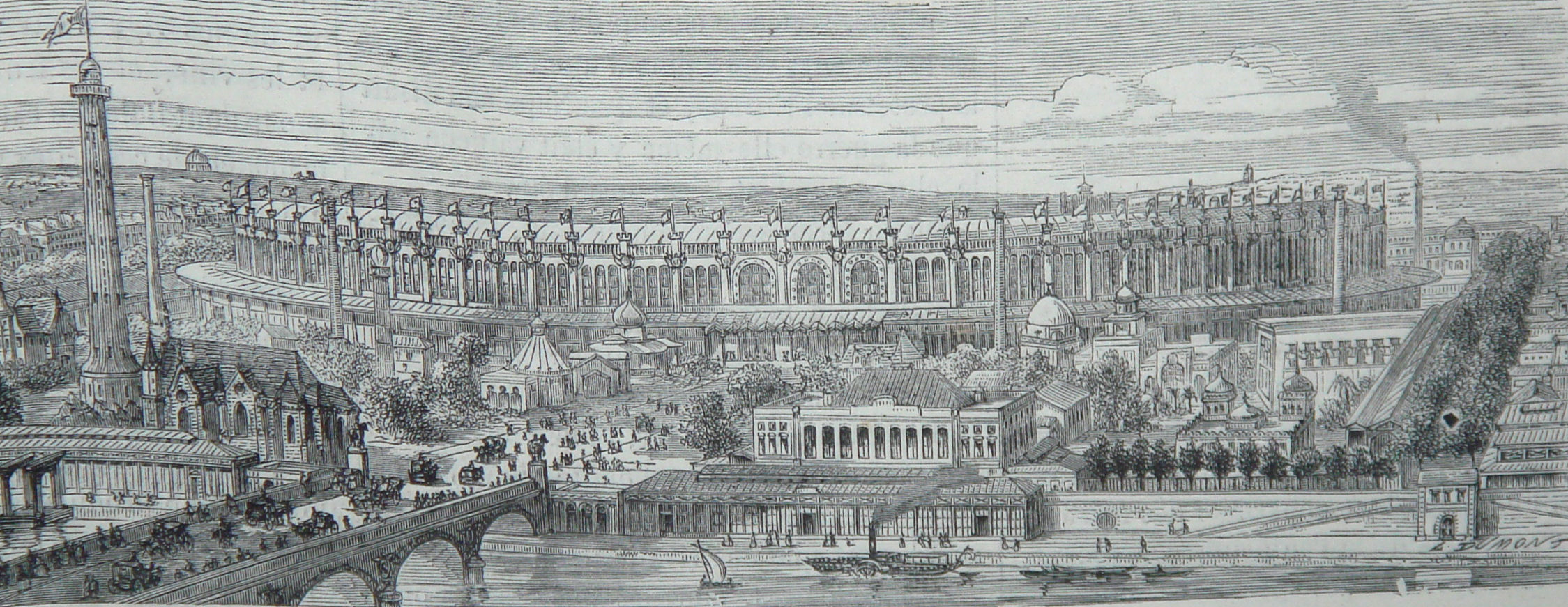
L'esposizione sulle rive della Senna, su Monde Illustré 1867

## Esposizione universale del 1878

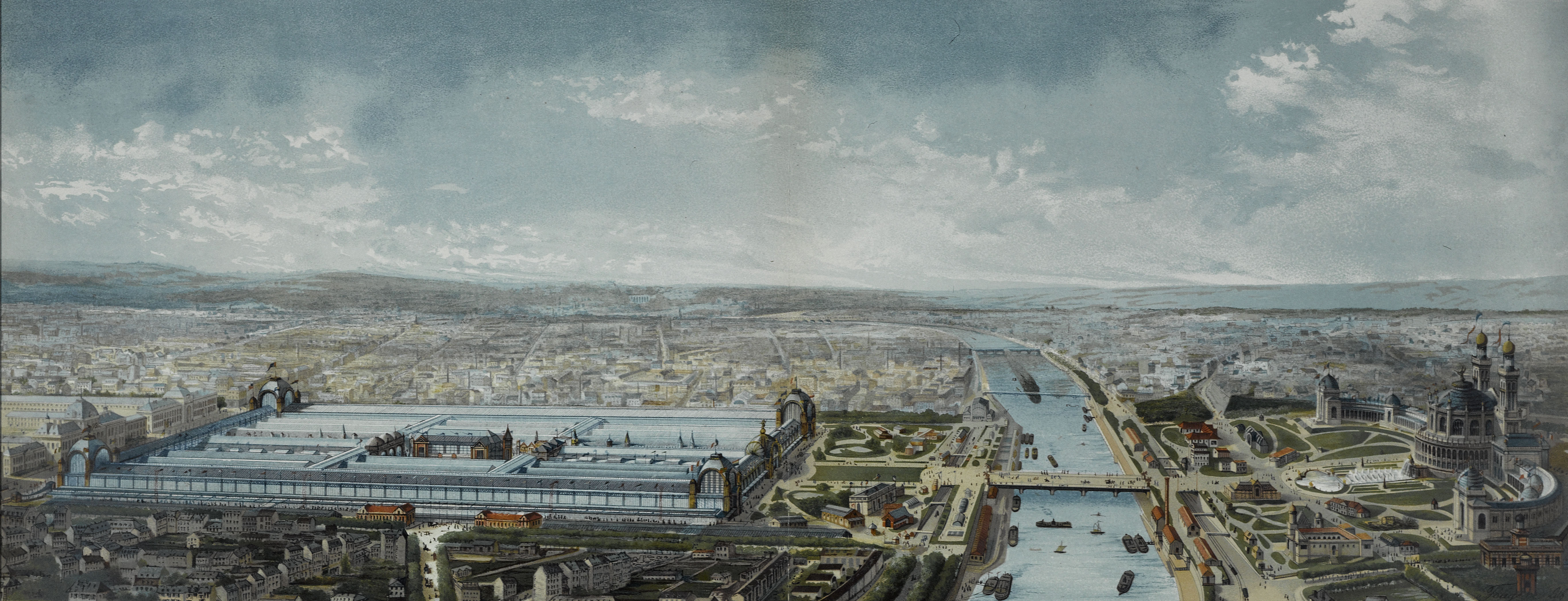
Panorama dell'esposizione universale del 1878.

L'esposizione universale del 1878 fu la terza che si tenne a Parigi.
Venne costruito l'antico Palazzo del Trocadéro dagli architetti Gabriel Davioud e Jules Bourdais, poi demolito in occasione dell'esposizione del 1937. I Giardini del Trocadéro vennero realizzati da Jean-Charles Alphand.
Il responsabile delle costruzioni metalliche fu Henri de Dion, morto prima del termine dei lavori.
Léopold Flameng ebbe una medaglia per la categoria incisori.
Jean-Antoine Injalbert fu tra gli espositori.
Venne concessa la Légion d'honneur a Benjamin Peugeot, costruttore della macchina per cucire.
Émile Reynaud ottenne una «mention honorable» per il suo Prassinoscopio.
L'esposizione fu visitata da sedici milioni di persone.

## Esposizione universale del 1889

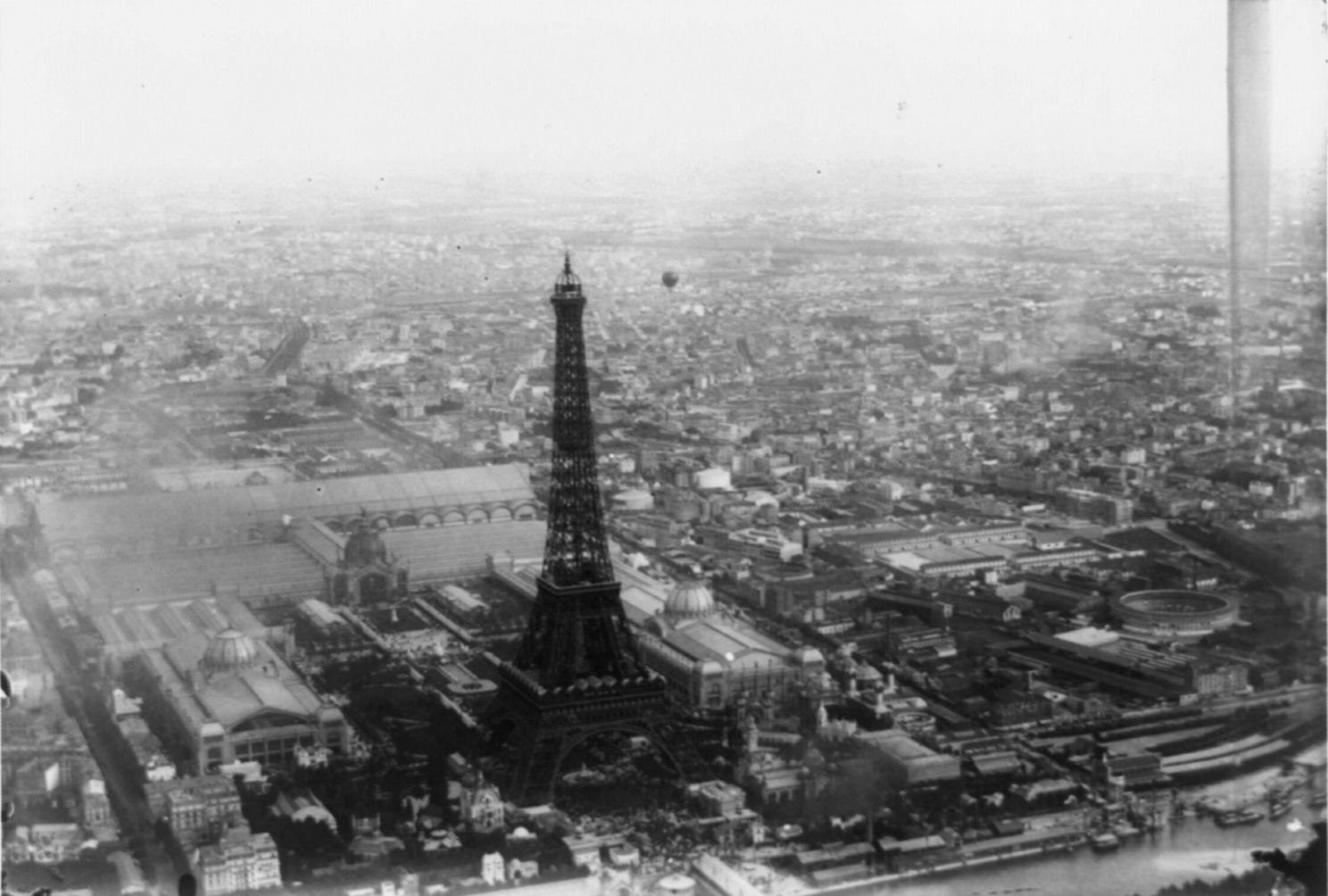
L'esposizione del 1889 vista da una mongolfiera, con al centro la sagoma della Tour Eiffel.

Questa esposizione venne organizzata da Jean-Charles Alphand, e si svolse dal 6 maggio al 31 ottobre 1889. Fu vista da 32,3 milioni di visitatori e si estendeva su 50 ettari. Il simbolo più eclatante di questa esposizione fu la Tour Eiffel oltre all'immensa Galerie des Machines di Ferdinand Dutert (realizzata dagli ingegneri Pietron, Charton e Contamin) entrambe costruite per l'occasione. Vide l'emergere della Scuola di Nancy e dell'Art Nouveau in Francia.
La tour Eiffel era al tempo considerata come una costruzione provvisoria destinata ad essere demolita in breve tempo (Il suo creatore, l'ingegnere Gustave Eiffel, ottenne una concessione di sfruttamento che la salvò), mentre il Palazzo del Trocadéro di fronte ad essa era destinato a durare. In realtà successe il contrario.

## Esposizione universale del 1900

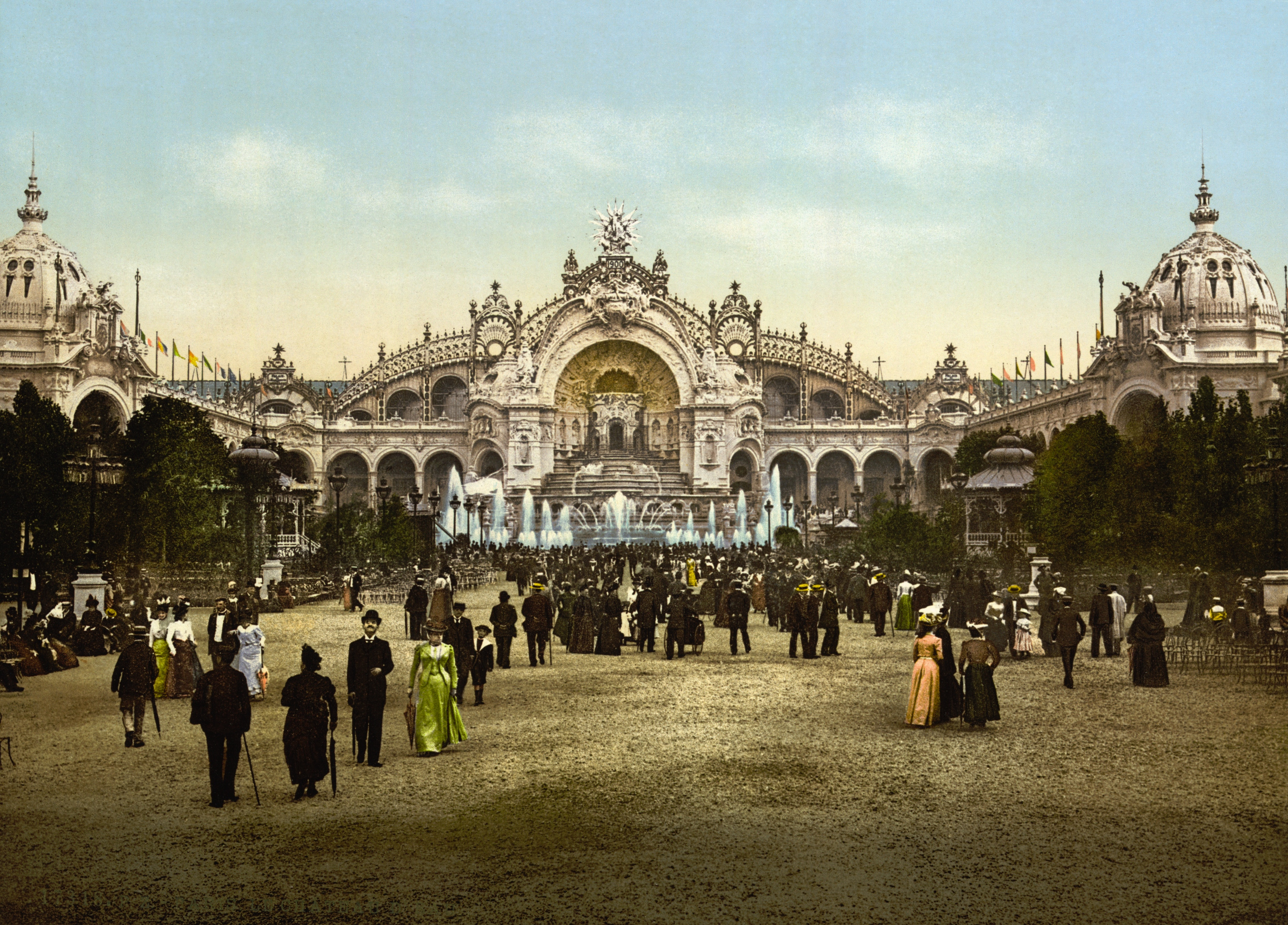
Il palazzo dell'elettricità al Château d'eau, all'esposizione universale del 1900.

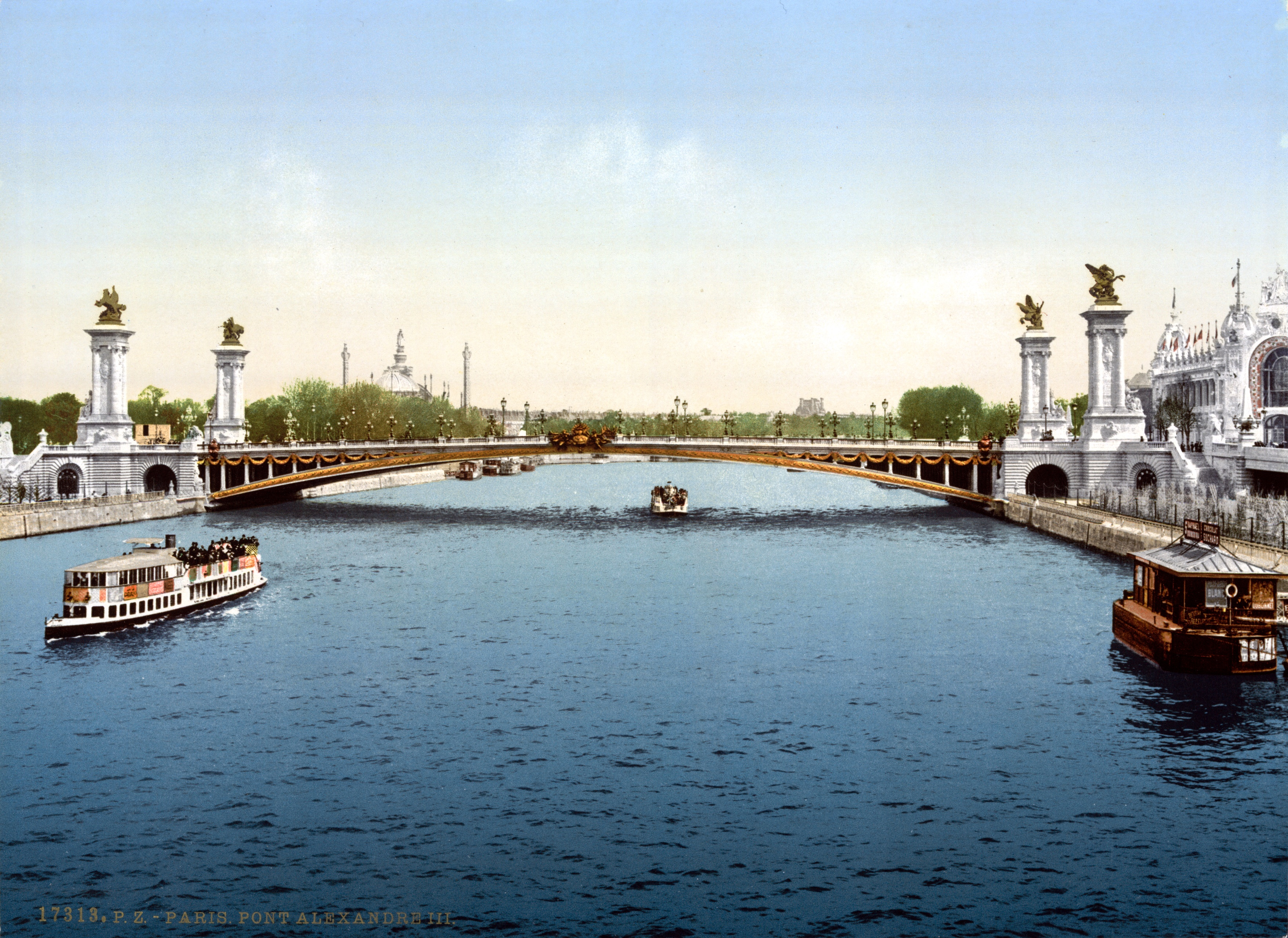
Il ponte Alessandro III all'epoca della sua inaugurazione in occasione dell'esposizione universale del 1900.

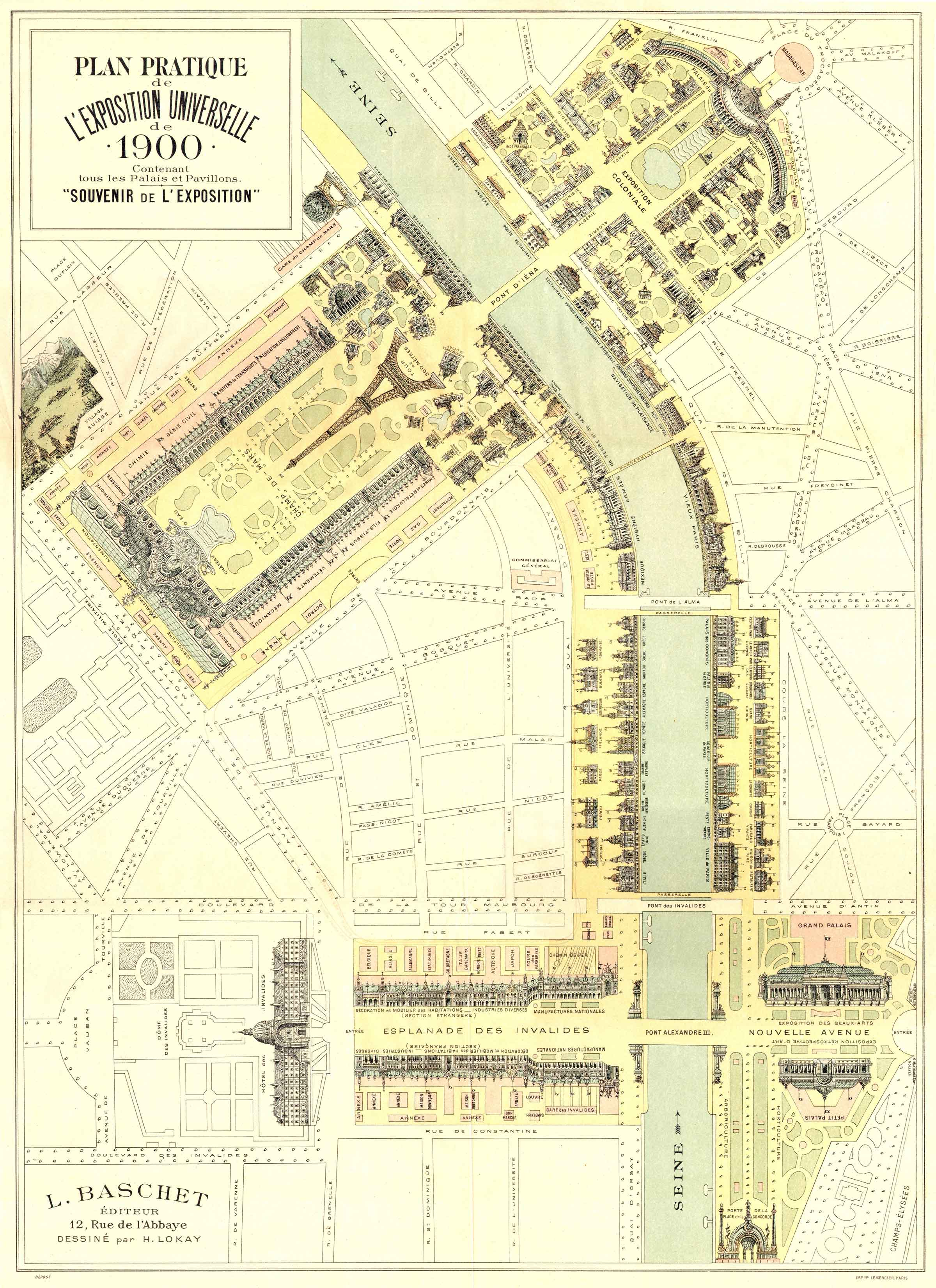
Pianta dell'Esposizione universale del 1900.

Questa edizione fu la più grandiosa esposizione universale svoltasi in Francia, avendo attirato 50,8 milioni di visitatori.
Alcune delle attrazioni:
- Nuovi trasporti:
  - un tapis roulant denominato  «Rue de l'Avenir»
  - La prima linea di Metropolitana, la Linea 1 (Porte de Vincennes - Porte Maillot) aperta in occasione dell'esposizione
  - alcune nuove stazioni ferroviarie (Gare d'Orsay, Invalides, Gare de Lyon)
- la fontana luminosa e l'utilizzo notturno dell'elettricità
- la proiezione dei film dei fratelli Lumière su schermo gigante e presentazione del Cinéorama
- vennero costruiti il Petit e il Grand Palais, sul suolo occupato dal Palais de l'Industrie, costruito in occasione della edizione del 1855 dell'esposizione universale.
- una grande strada chiamata avenue de Suffren, un villaggio svizzero e un globo celeste. Questo aveva un diametro di 100 metri e venne smantellato nel 1937.

Durante l'esposizione vennero organizzati dei concorsi di esercizi fisici e sport. Il barone de Coubertin tentò, senza successo, di farli ammettere come Giochi olimpici. Tuttavia, dal 1920 il movimento olimpico rivendicò queste manifestazioni come Giochi della II Olimpiade, organizzati, finanziati, arbitrati e premiati dal solo Comitato dell'Esposizione.
Il Pavillon français des Arts décoratifs venne realizzato da Georges Hoentschel e ad esso parteciparono alcuni artisti della Scuola di Nancy come i fratelli Daum e Émile Gallé.
Una esposizione di materiale ferroviario, in occasione dell'esposizione universale del 1900, venne organizzata tra Champ-de-Mars e Vincennes.